# Rosita Londner
Rosita Londner (Varsovia, Polonia; 17 de agosto de 1923-Buenos Aires, Argentina; 8 de agosto de 2014) fue una actriz y cantante de trascendental trayectoria en el teatro, en la canción y en la música judía.

## Primeros años
Nacida en Varsovia (Polonia), Londner llegó a la Argentina a los pocos meses de vida. Proviene de un hogar donde se cultivaba la canción y la cultura judía. Su madre, Sore Rojl, cantaba en un coro dirigido por el maestro Kipnis, y su padre, Nojem, estudió junto a sus hermanos y hermanas piano y violín. Rosita comienza a cantar a temprana edad y más tarde recibe clases de canto del maestro argentino, Alberto Mario Zecca.

## Carrera
En el año 1947, Rosita Londner es contratada en el Teatro Mitre, donde actúa junto a otros artistas de la colectividad judía como Dina Halperin, Mijl Mijalesco, Benzion Witler, Shifre Lerer, Dzigan y Schumajer, Jennie Lowitz, y Meier Zelniker. 
En 1951 arriba Henri Gerro a Buenos Aires, quien se convierte en su compañero de escenario y con quien contrae matrimonio en 1953. La pareja de artistas inicia una vida de giras y viajes por el mundo actuando en Londres, París, Sudáfrica, los países escandinavos, Israel, América del Norte, Centroamérica y América del Sur, con su vasto repertorio de canciones, dúos y humor judío. La crítica teatral de la época se refería a la pareja Gerro-Londner como «las estrellas errantes del vodevil y el music-hall judío», y añadían: «sus presentaciones ante el público no sólo causan un hondo goce artístico, sino también una emocionante vivencia judía, tanto en los que añoran el pasado cuanto en los que buscan una identidad nacional». Uno de sus últimos trabajos fue su debut en el cine en la película El abrazo partido dirigida por Daniel Burman donde representó el papel de la abuela de Ariel, rol interpretado por Daniel Hendler.

## Filmografía
- El abrazo partido (2004)

## Teatro
- Concierto junto al coro institucional Max Nordau en el Teatro Opera de la Ciudad de La Plata (2001)
- Idish con canciones y humor - Tzi Zinguen un Tzi Zugn (1997)
- La hija del rabino - Dem rebns tojter (1997)
- Los Gauchos Judíos (1995)

## Discografía
- A idish lidele
- Lacht fun der welt
- Henri Gerro - Rosita Londner

## Reconocimientos
En 26 de noviembre de 2003, el Departamento de Cultura de Asociación Mutual Israelita Argentina organiza un reconocimiento a la actriz y cantante Rosita Londner por su trascendental trayectoria en el teatro, en la canción y en la música judía.